# Aguacatán
Aguacatán – miasto w zachodniej Gwatemali, w departamencie Huehuetenango, 24 km na wschód od stolicy departamentu miasta Huehuetenango. Miasto leży w kotlinie, w górach Sierra Madre de Chiapas, na wysokości 1670 m n.p.m. Według danych szacunkowych w 2012 roku liczba ludności miasta wyniosła 6950 mieszkańców.

## Gmina Aguacatán
Jest siedzibą władz gminy o tej samej nazwie, która w 2012 roku liczyła 53 739 mieszkańców. Gmina jak na warunki Gwatemali jest średniej wielkości, a jej powierzchnia obejmuje 300 km².